# بليزانت ريدج
غ بليزانت ريج (بالإنجليزية: Pleasant Ridge)‏ هي مدينة في مقاطعة أوكلاند، ميشيغان في الولايات المتحدة. بلععدد السكان 2,526 في تعداد عام 2010.

## التركيبة السكانية
قام مكتب تعداد الولايات المتحدة بتحديد بيانات التركيبة السكانية لبليزانت ريدجفي تعداد الولايات المتحدة. في ما يلي، التركيبة السكانية حسب تعدادي 2000 و2010.

### تعداد عام 2000
بلغ عدد سكان بليزانت ريدج 2,594 نسمة بحسب تعداد عام 2000، وبلغ عدد الأسر 1,110 أسرة وعدد العائلات 712 عائلة مقيمة في المدينة.
وتوزع التركيب العرقي للمدينة بنسبة 96.57% من البيض و 0.42% من الأمريكيين الأصليين و 0.89% من الأمريكيين ذوي الأصول الآسيوية و 0.04% من سكان جزر المحيط الهادئ و 0.85% من الأمريكيين الأفارقة و 0.85% من عرقين مختلطين أو أكثر.
بلغ عدد الأسر 1,110 أسرة كانت نسبة 29.1% منها لديها أطفال تحت سن الثامنة عشر تعيش معهم، وبلغت نسبة الأزواج القاطنين مع بعضهم البعض 55.5% من أصل المجموع الكلي للأسر، ونسبة 7.0% من الأسر كان لديها معيلات من الإناث دون وجود شريك، وكانت نسبة 35.8% من غير العائلات. تألفت نسبة 26.1% من أصل جميع الأسر من أفراد ونسبة 8.4% كانوا يعيش معهم شخص وحيد يبلغ من العمر 65 عاماً فما فوق. وبلغ متوسط حجم الأسرة المعيشية 2.87، أما متوسط حجم العائلات فبلغ 2.33.
بلغ العمر الوسطي للسكان 40 عاماً. وكانت نسبة 22.0% من القاطنين تحت سن الثامنة عشر، وكانت نسبة 3.9% بين الثامنة عشرة والأربعة وعشرين عاماً، ونسبة 33.4% كانت واقعةً في الفئة العمرية ما بين الخامسة والعشرين والأربعة وأربعين عاماً، ونسبة 29.3% كانت ما بين الخامسة والأربعين والرابعة والستين، ونسبة 11.4% كانت ضمن فئة الخامسة والستين عاماً فما فوق. يوجد لكل 100 أنثى 99.8 ذكر، ويوجد لكل 100 أنثى في الثامنة عشر من عمرها فما فوق 97.1 ذكر.
بلغ متوسط دخل الأسرة في المدينة 80,682 دولار، أما متوسط دخل العائلة فبلغ 92,134 دولار. وكان متوسط دخل الذكور 66,071 دولار مقابل 44,231 دولار للإناث. وسجل دخل الفرد الخاص بالمدينة 40,846 دولار. وكانت نسبة 1.2% من العائلات ونسبة 2.0% من السكان تحت خط الفقر، وكان من هؤلاء نسبة 2.3% تحت سن الثامنة عشر ونسبة 2.0% في الخامسة والستين من العمر وما فوق.

### تعداد عام 2010
بلغ عدد سكان بليزانت ريدج 2,526 نسمة بحسب تعداد عام 2010، وبلغ عدد الأسر 1,115 أسرة وعدد العائلات 674 عائلة مقيمة في المدينة. في حين سجلت الكثافة السكانية 4,431.6 نسمة لكل ميل مربع (1,711.1/كم2). وبلغ عدد الوحدات السكنية 1,153 وحدة بمتوسط كثافة قدره 2,022.8 لكل ميل مربع (781.0/كم2).
وتوزع التركيب العرقي للمدينة بنسبة 94.7% من البيض و 0.1% من الأمريكيين الأصليين و 1.1% من الأمريكيين ذوي الأصول الآسيوية و 1.9% من الأمريكيين الأفارقة و 1.9% من عرقين مختلطين أو أكثر.
بلغ عدد الأسر 1,115 أسرة كانت نسبة 26.6% منها لديها أطفال تحت سن الثامنة عشر تعيش معهم، وبلغت نسبة الأزواج القاطنين مع بعضهم البعض 52.7% من أصل المجموع الكلي للأسر، ونسبة 5.7% من الأسر كان لديها معيلات من الإناث دون وجود شريك، بينما كانت نسبة 2.0% من الأسر لديها معيلون من الذكور دون وجود شريكة وكانت نسبة 39.6% من غير العائلات. تألفت نسبة 28.4% من أصل جميع الأسر من أفراد ونسبة 9.5% كانوا يعيش معهم شخص وحيد يبلغ من العمر 65 عاماً فما فوق. وبلغ متوسط حجم الأسرة المعيشية 2.87، أما متوسط حجم العائلات فبلغ 2.27.
بلغ العمر الوسطي للسكان 43.4 عاماً. وكانت نسبة 20.3% من القاطنين تحت سن الثامنة عشر، وكانت نسبة 3.5% بين الثامنة عشرة والأربعة وعشرين عاماً، ونسبة 29.4% كانت واقعةً في الفئة العمرية ما بين الخامسة والعشرين والأربعة وأربعين عاماً، ونسبة 32.6% كانت ما بين الخامسة والأربعين والرابعة والستين، ونسبة 14.4% كانت ضمن فئة الخامسة والستين عاماً فما فوق. وتوزع التركيب الجنسي للسكان بنسبة 50.8% ذكور و49.2% إناث.

## الجغرافيا
وفقا لمكتب التعداد بالولايات المتحدة، المدينة لديها مساحة إجمالية قدرها 0.6 ميل مربع (1.6 km2)، تتكون كلها من اليابسة.

## تاريخ
بدأت بليزانت ريدج مع تقسيم مزرعة ماي داي عن طريق بيرت تايلور في عام 1913. وقد ضمت كقرية في 1921 وكمدينة في عام 1927. في 1 ديسمبر 2009، لطيف وافق مجلس مدينة بليزانت ريدج على خط لإنشاء لأول حانة في المدينة. وكان بليزانت ريدج كان سابقا تمنع الكحول.